# Adolfo González Saldaña

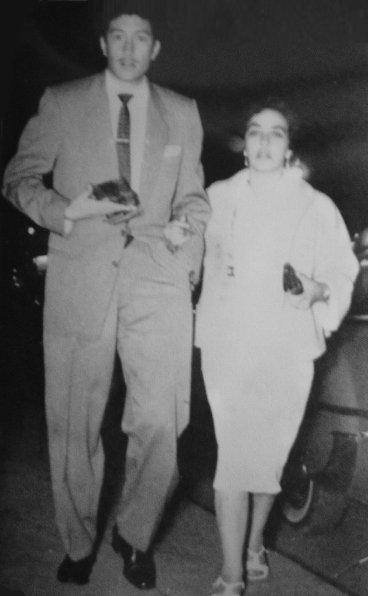
Adolfo González mit seiner Frau Guadalupe Torres

Adolfo González Saldaña (* 28. August 1928 in El Salto, Jalisco; † 23. August 1975) war ein mexikanischer Fußballspieler auf der Position eines Torwarts. Er war der jüngste Bruder des Stürmers „Pablotas“ González.

## Laufbahn
González begann seine Laufbahn bei seinem Heimatverein Club Deportivo Río Grande und wurde aufgrund seiner überzeugenden Leistungen zu einem Probetraining beim benachbarten Großstadtverein Deportivo Guadalajara eingeladen. Dort gelang ihm auf Anhieb der Sprung in den Kader der ersten Mannschaft. 
Allerdings stand er beim Club Deportivo Guadalajara nur für drei Spielzeiten (wahrscheinlich von 1947 bis 1950) unter Vertrag, um wieder in seine Heimatstadt zurückzukehren, wo er bei der Textilfabrik Río Grande, in der er vor seiner Zeit als Fußballprofi als Arbeiter tätig gewesen war, eine wichtige Position angeboten bekommen hatte.